# Mark Krein
Mark Krein (rus: Марк Григо́рьевич Крейн)  (Ivànkiv, 15 d'abril de 1908 (Julià) - Odessa, 17 d'octubre de 1989) va ser un matemàtic soviètic.

## Vida i obra
Krein va néixer a Kíiv en una família jueva humil i en aquesta ciutat va rebre la primera escolarització. Aquí també es va encetar la seva passió per les matemàtiques en assistir de molt jove a conferències i seminaris de Boris Delone i Dmitri Grave. La primavera de 1924, va marxar a Odessa sense el consentiment dels pares, considerant necessari iniciar una vida laboral independent, mentre continuava estudiant matemàtiques pel seu compte. Nikolai Txebotariov i Samuïl Xatunovski es van interessar pels seus treballs i el van incorporar a la universitat d'Odessa per a fer estudis de postgrau, tot i la seva manca de titulació suficient. El 1929 va cumplir els requisits per obtenir el grau i es va quedar com professor a la universitat d'Odessa, sent, a més, col·laborador de la universitat de Khàrkiv i de l'Acadèmia Ucraïnesa de Ciències a Kíev. El 1941, en ser envaïda Odessa per les tropes nazis, va ser traslladat a Kúibixev (actual Samara, a la riba del riu Volga), on va ser professor de la universitat tècnica de la ciutat. El 1944, en retornar a Odessa, se li va complicar la vida per la seva condició de jueu: va rebre tota mena d'humiliacions, discriminacions i obstacles a la seva carrera acadèmica. No se li va permetre ser professor a la universitat i es va haver de conformar en ser professor de l'Institut de la Marina i col·laborador de l'Acadèmia de Ciències i, tot i així, aquesta última posició se li va arrabassar el 1952 amb el pretext que no vivia a Kíev, seu de l'acadèmia. A partir de 1954 i fins a la seva jubilació va ser professor de l'Institut d'Enginyeria Civil i Arquitectura d'Odessa. Mai va obtenir permís per viatjar a l'estranger (ni tan sols per a recollir el Premi Wolf en Matemàtiques que li van concedir el 1982) i tota aquesta situació va desembocar en la greu depressió que va patir els últims anys de la seva vida, especialment agreujada arrel de la mort de la seva esposa. Va morir a Odessa el 1989.
Krein va publicar una dotzena de monografies i uns tres-cents articles científics. Les seves principals línies de recerca van ser l'estudi de les vibracions de diversos sistemes elàstics, el problema dels moments, la geometria dels espais funcionals, els operadors lineals en un espai de Hilbert, el problema dels valors límit, la teoria espectral, els inversos de Sturm-Liouville, l'estabilitat de les equacions diferencials lineals de segon ordre, la teoria de l'aproximació, els grups topològics i la teoria de la predicció.